# Abu Ghraib
Abu Ghraib (in arabo أبو غريب‎?, Abū Ghurayb) è una città irachena situata 20 km a ovest di Baghdad, poco a nord dell'aeroporto internazionale. Conta, incluso il distretto di cui è capoluogo dal 1944, circa un milione e mezzo di abitanti (la città ne conta 189.000). Il distretto è molto popoloso anche perché contiene alcuni quartieri periferici di Baghdad ed è sede della Facoltà di Agricoltura dell'Università di Baghdad.

Il suo nome significa letteralmente padre del corvo. Un tempo era un importante crocevia sulla vecchia strada in direzione della Giordania.
Nella città di Abu Ghraib è situata la Prigione di Abu Ghraib - definita ufficialmente Istituto correzionale di Baghdad - in cui al tempo del regime Ba'th venivano reclusi, torturati e giustiziati dissidenti ed oppositori di Saddam Hussein (conosciuta per questo come la centrale di torture di Saddam).

Dall'aprile 2004 la prigione di Abu Ghraib è stata teatro di una vicenda di torture e abusi ai danni di detenuti iracheni perpetrati dagli incaricati statunitensi che facevano parte delle forze di coalizione che dalla deposizione del raʾīs Saddam Hussein, avvenuta il 9 aprile 2003, controllavano militarmente gran parte del territorio iracheno.